# Hans Friedrich Fuchs
Hans Friedrich Fuchs (* 9. Oktober 1596; † 8. Juni 1641 in Nürnberg) entstammt dem Adelsgeschlecht der Fuchs von Wallburg und gehörte zu den in seiner Zeit vermögendsten und einflussreichsten Familien der Oberpfalz.

## Leben
Hans Friedrich besaß bzw. verwaltete u. a. Güter in Winklarn (Oberpfalz), Schönsee, Thanstein, Strahlfeld, Schwarzenberg, Altenschneeberg, Rothenstadt und Frauenstein.
Er war kurpfälzischer Rat, seit 1618 Pfleger von Waldmünchen und seit 1619 wie bereits 1601 Jakob Fuchs von Wallburg, der Enkel seines Urgroßvaters Christoph, Landmarschall der Oberpfalz. 1621 wurde die Oberpfalz von Herzog Maximilian I. von Bayern besetzt und in der Folge systematisch rekatholisiert (Geschichte der Oberpfalz – Dreißigjähriger Krieg). 1624 und 1625 nahm Hans Friedrich noch am Landtag in Amberg teil. Auch nach Androhung der gewaltsamen Enteignung war er nicht bereit seine evangelischen Überzeugungen aufzugeben. 1629 legte er schließlich sein Amt als Landmarschall nieder. Wie viele andere evangelische Adelige verließ er die Oberpfalz für immer. Er zog mit seiner Familie zuerst nach Regensburg und später nach Nürnberg, wo er 1641 starb.

## Familie
Sein Vater war Hans Christoph Junior Fuchs von Wallburg, seine Mutter Sabina von Gumppenberg. Beide liegen in der Pfarrkirche in Winklarn begraben. In erster Ehe war er verheiratet mit Anna Barbara von Crailsheim (* 12. Oktober 1585; † 21. Oktober 1621), einer Tochter von Christoph von Crailsheim und seiner Frau Catharina von Aufseß. Auch Anna Barbara liegt in Winklarn begraben. Aus dieser Ehe gingen Johann Christoph und Eva Johanna hervor. 1623 heiratete er Sabina von Jägernreuth. Die 3 Töchter aus dieser Ehe waren Anna Dorothea, Johanna Sophia und Katharina Elisabeth.